# Гвоздена црква Светог Стефана
Гвоздена црква Светог Стефана (буг. Желязната църква "Свети Стефан", тур. Bulgar Kilisesi) у Истанбулу је саграђена 1898. године и повезана је са историјом и традицијама које су неизоставни део борбе бугарског народа за црквену независност. 25. јуна 1890. године султанским ферманом је Бугарској егзархији дозвољено да сагради нови храм на месту мале дрвене цркве. Пошто терен није био стабилан, архитекта Ховсеп Азнавур је предложио да храм буде у целини изграђен од гвоздених елемената, а не од традиционалног материјала. Гвоздени елементи укупне тежине 500 тона израђени су у Бечу и бродовима превезени до Истанбула. Ово је једина гвоздена црква у Православној екумени и једна од две, које су сачуване у свету.

## Историја
Године 1849. високи турски политичар бугарског порекла, кнез Стефан Богориди, поклонио је имање на којем је подигнута мала, дрвена црква која је убрзо постала цариградски духовни центар велике бугарске заједнице. Ту је Ферманом 27. фебруара 1870. године проглашена самосталност бугарске цркве и оформљена Бугарска егзархија.
Након ослобођења Бугарске од Отоманског царства 1878. године бугарски Егзарх Јосиф I је, као пријатељ султанов, измолио да се дозволи подизање веће цркве. Ферман о томе издат је 25. јуна 1890. године.
Јосиф I је бетонске подлоге поставио 27. априла 1892 и тада у Бечу, у фирми Рудолф фон Вагнер наручио целокупну металну конструкцију. Метална конструкција, тешка 500 тона комлетирана је 14. јула 1896. године, пребачена Дунавом и Црним морем и постављена за месец дана. Свечано је освећена 8. септембра 1898. године од стране Егзарха Јосифа I. Пројектант је био јерменин Ховсеп Азнавур и урађена је у стилу нео-готике са примесама нео-барока.
Ентеријер је израђен у Бечу, а олтар у Русији. У цркви се чувају неколико веома вредних икона из XVIII и XIX века. У дворишту цркве сахрањене су многе познате историјске личности међу којима су Иларион Макариополски, Аксентије Велешки, Милентије Велешки и Пајсије Пловдивски.